# 桜井督三
桜井 督三（さくらい とくぞう、別表記 : 櫻井 督三、1898年 <明治31年> 11月14日 - 1978年 <昭和53年> 5月15日）は、日本の経営者。北越製紙社長を務めた。位階は従四位。

## 経歴
新潟県出身。1922年に慶應義塾理財科を卒業し、同年に九州水力電気に入社。
1942年に九州配電理事に就任し、1944年に日本発送電理事を経て、1949年7月から1950年9月までに副総裁を務め、1954年9月から1956年9月までに電源開発理事を務めた。1957年6月に北越製紙副社長に就任し、1958年6月には社長に昇格。1968年6月に会長を経て、1973年12月には相談役に退いた。1968年には新潟総合テレビ社長に就任。
1962年に藍綬褒章を受章し、1969年4月には勲三等旭日中綬章を受章。
1978年5月15日、心不全のために死去。79歳没。死没日付をもって従四位に叙された。